# チェレスティーナ・カサピエトラ
- セレスティーナ・カサピエトラ

チェレスティーナ・カサピエトラ（Celestina Casapietra, 1938年8月23日 - 2024年8月10日）は、イタリア出身のソプラノ歌手。

## 生涯
ジェノヴァの出身。生地の音楽院でマリオ・ヴァスケス・ダクーニョ、ミラノ音楽院でジーナ・チーニャの各氏の薫陶を受ける。1961年にミラノのテアトロ・ヌオーヴォでウンベルト・ジョルダーノの《マリアの唇》にジェンナ役として出演してデビューを飾った。1965年から1993年までベルリン国立歌劇場に所属した。1966年にはヘルベルト・ケーゲルと結婚したが、1983年に離婚している。
2024年8月10日の朝に死去した。